# 캠퍼 (소설)
《캠퍼》(독일어: Kämpfer, 일본어: けんぷファー)는 일본의 작가 츠키지 토시히코가 쓰고 '센무'가 삽화를 담당한 라이트 노벨이다. MF문고 J(미디어 팩토리)에서 발매되며 대한민국에서는 J노블(서울문화사)로 발매되고 있다. 제목인 캠퍼는 독일어로 '싸우는 자', 즉 '전사'를 뜻한다. 독일어로는 남성 명사이나, 이 작품에서는 여성들이 싸우고 있다.
만화가 타치바나 유에 의해 《월간 코믹 얼라이브》에 2008년 4월호부터 2013년 8월호까지 코믹스로도 연재되었다. 또한 애니메이션 제작회사인 노매드에 의해 2009년 10월 2일부터 12월 18일까지 애니메이션이 방영되었다.

## 스토리
매우 평범한 남자 고등학생인 세노 나츠루는 어느날 아침, 돌연 여자로 변해 있었다. 갑작스런 변신에 나츠루는 아연실색하게 되고, 내장 애니멀 인형 시리즈 중 하나인 개복 호랑이에게 '캠퍼는 싸워야 된다'는 이야기를 전해듣게 된다. 영문도 모른 채 점차 싸움에 휘말려 들어가는 나츠루의 운명은 어떻게 될 것인가?!
소꿉친구, 학생회장, 안경소녀 등으로 어우러진 미소녀 들의 배틀로 구성된 학원 러브 코미디.

## 등장인물

### 캠퍼
세노 나츠루(일본어: 瀬能 ナツル)
성우 - 이노우에 마리나
청(靑)의 캠퍼. 짧은 푸른색 머리의 별볼일 없는 평범한 남학생이지만, 캠퍼로 변신하게 될 경우 상당한 몸매를 갖춘 포니테일 머리의 여학생으로하게 된다. 다만 목소리가 변신 전후의 변함이 없어 말은 잘 하지 않으려 한다. 공격 무기로는 불 계열의 마법(차우버)를 사용한다. 세이테츠 학원 남자부 2학년 소속이나 나중에 캠퍼와 관련된 사건으로 시즈쿠에 의해 여자부에 또한 편입되게 된다.
미시마 아카네(일본어: 美嶋 紅音)
성우 - 호리에 유이
청의 캠퍼. 변신 전에는 옅은 갈색계열의 머리에 이마에는 머리띠를 하고 안경을 쓴 모습이나, 변신 후에는 붉은색 머리에 머리띠와 안경을 벗은 모습으로 변하게 된다. 성격 또한 변신 전에는 소극적이고 부끄러움을 많이 타지만, 변신 후에는 매우 적극적이면서 도도한 성격으로 바뀌게 된다. 공격 무기로는 총(게베어)을 사용한다. 세이테츠 학원 여자부 2학년 소속이자 도서위원으로, 이 작품에서 변신 전후의 변화 차이가 가장 심한 인물이다. 가끔씩 오해하여 이상한 망상을 하는 경우가 있다.
산고 시즈쿠(일본어: 三郷 雫)
성우 - 나즈카 카오리
적(赤)의 캠퍼. 변신 전에는 평범한 생머리의 모습이나 변신 후에는 머리카락 안쪽이 은발로 변하게 된다. 세이테츠 학원 여자부 3학년 소속으로 1학년부터 순수녀를 역임하고 있다. 스타일 발군의 모델 체형에 모든 과목이 만점을 기록할 정도의 성적은 물론 운동신경, 가사, 예술등의 총체적인 분야에서 매우 뛰어난 것이 특징으로 여자부 2대 아이돌 중 한명으로 꼽히고 있다. 공격 무기로는 단검(슈베어트)을 사용한다.
콘도 미코토(일본어: 近堂 水琴)
성우 - 아스미 카나
적의 캠퍼. 변신 전에는 갈색의 단발 머리이나, 변신 후에는 은발의 단발 머리로 변하게 된다. 나츠루(남)와는 오래전부터 알고 지낸 소꿉친구 사이이며, 나츠루에게 호의를 가지고 있지만 정작 나츠루는 그것을 인식하지 못한다. 세이테츠 학원 여자부 소속 1학년이나 부모님이 학자인지라 이곳 저곳으로 여행을 다니게 되면서 입학과 동시에 휴학하게 되었다. 이후 여름에 일본에 귀국해 복학하였다. 나츠루(남)와는 달리 나츠루(여)에 대해서는 적개심을 품고 있었으나, 두 사람이 동일 인물임을 알게되자 충격을 받게 된다. 공격 무기로는 일본도(슈베어트)를 사용한다.
우에다 리카(일본어: 植田 理香)
성우 - 우에다 카나
백(白)의 캠퍼. 무기는 사슬이 달린 두 자루의 낫(슈베어트).
나카오 사야카(일본어: 中尾 沙也香)
성우 - 나카오 에리
백의 캠퍼. 공격 무기는 사브르(슈베어트).
야마카와 료카(일본어: 山川 涼花)
성우 - 야마카와 코토미
백의 캠퍼. 공격 무기는 우지 비슷한 서브머신건(게베어)
미나가와 히토미(일본어: 皆川 瞳美)
성우 - 미나가와 준코
백의 캠퍼. 백색 캠퍼 집단의 리더격 존재. 공격 무기는 전기 계열의 마법(차우버).

### 학원 내 인물
사쿠라 카에데(일본어: 沙倉 楓)
성우 - 나카지마 메구미
시즈쿠의 소꿉친구로, 부모님은 외교관으로 해외에 근무하고 있으며, 자신은 부친 명의의 맨션에 자취하고 있다. 세이테츠 학원 여자부 2학년 소속으로 시즈쿠와 함께 여자부 2대 아이돌 중 또다른 한명으로 꼽히고 있다. 나츠루(남)와는 중학교때부터 알고 지내고 있으며, 내장 애니멀 시리즈의 봉제인형을 진심으로 좋아해 나츠루나 시즈쿠 등에게 선물로 건네주기도 한다. 동성애자로 나츠루(여)를 보고 한눈에 반해 사귈 것을 부탁하기도 하고, 나츠루(여)가 좋아하는 사람은 나츠루(남)라는 이야기를 시즈쿠로부터 거짓으로 귀띔받은 이후부터는 나츠루(남)를 일방적으로 라이벌시 하고 있다. 나츠루(남)과 나츠루(여)가 동일 인물임을 알지 못한다.
히가시타 칸지(일본어: 東田 幹仁)
성우 - 카와하라 요시히사
세이테츠 학원 남자부 2학년생으로 나츠루(남)의 클래스메이트이다. 비합법 동아리인 '미소녀 연구회'의 회장직도 역임하고 있으며 머릿 속이 온통 여자와 관련 된 것 밖에 없는 인물로, 변신한 나츠루나 아카네 등의 강한 타입의 여자를 좋아하는 마조히즘적인 남학생이다.
니시노 마스미(일본어: 西乃 ますみ)
성우 - 미카미 시오리
세이테츠 학원 여자부 1학년생으로 아카네와 미코토의 친구. 약 20개정도의 부에 동시에 소속되어 있는 것이 특징이다.
반장(일본어: 委員長)
성우 - 코바야시 유우키
세이테츠 학원 여자부 2학년생. 안경을 쓰고 있으며 반장처럼 보이기 때문에 나츠루가 반장이라 부르고 있다. 나츠루(여)를 이용해 돈을 벌려고 혈안이 되어 있다.
부반장(일본어: 副委員長)
성우 - 고토 유코
세이테츠 학원 여자부 2학년생. 항상 반장과 함께 다니고 부반장처럼 보인다는 이유로 나츠루가 부반장이라 부르고 있다. 반장과 마찬가지로 나츠루(여)를 이용해 돈을 벌려고 한다.
회계(일본어: 会計)
성우 - 아라나미 카즈사
세이테츠 학원 여자부 2학년생. 반장, 부반장과 마찬가지로 나츠루(여)를 이용해 돈을 벌려고 하며 또한 돈에 대한 집념이 유독 강해 나츠루가 회계라고 부르고 있다.

### 내장 애니멀 봉제인형
개복 호랑이(일본어: ハラキリトラ)
성우 - 노무라 미치코
나츠루의 어드바이저로 한쪽 눈에 안대를 하고 있으며, 입이 거친 내장 애니멀 시리즈 가운데 가장 음흉한 성격을 가진 것이 특징이다. 할복 흑토끼와는 서로 사이가 좋다. '처음의 시즈카(신이슬)의 목소리'를 가졌다고 하는 설정이 붙어 있어, 애니메이션에서는 실제 도라에몽의 시즈카의 성우로 성우로서의 활동에서는 사실상 은퇴하고 있었던 노무라 미치코가 근 27년 만에 신작으로 목소리 출연하게 되었다.
할복 흑토끼(일본어: セップククロウサギ)
성우 - 타무라 유카리
아카네의 어드바이저로 눈이 붉게 충혈되어 있어, 이 인형을 본 아이는 반드시 울음을 터트린다고 한다. 아카네의 말에 따르면 '입이 거친 타무라 유카리'의 목소리를 가졌다고 하며, 개복 호랑이와는 친한 관계이다.
감전 살쾡이(일본어: カンデンヤマネコ)
성우 - 미즈키 나나
시즈쿠의 어드바이저로 털이 쭈삣쭈삣 선 형태를 하고 있다. 감전인데 내장이 튀어 나온 것은 제조회사의 자존심인 것으로 보인다. '미즈키 나나를 보는 듯한' 목소리를 가졌다고 하며, 품위있고 정중한 말투이다.
질식 들개(일본어: チッソクノライヌ)
성우 - 노토 마미코
미코토의 어드바이저로 목에 밧줄이 매달려 있으며, 질식인데도 불구하고 내장이 튀어나와 있는 것이 특징이다. 처음에는 카에데가 던진 부케 안에 들어가 있었다.

## 도서 정보

### 소설
일본에서 미디어 팩토리의 MF문고 J를 통해 2006년 11월부터 2010년 3월까지 기간 동안 연재되었다. 대한민국에서는 서울문화사가 제이노블을 통해 2008년 9월부터 2011년 4월까지 정식으로 수입하여 한국어로 번역 및 발간하였으며, 역자는 윤영의이다.
- 캠퍼 1
  - 일본 : 2006년 11월 24일 발매 / ISBN 978-4-8401-1749-4
  - 대한민국 : 2008년 9월 10일 발매 / ISBN 978-89-532-9864-4
- 캠퍼 2
  - 일본 : 2006년 12월 25일 발매 / ISBN 978-4-8401-1767-8
  - 대한민국 : 2008년 10월 15일 발매 / ISBN 978-89-532-9948-1
- 캠퍼 3
  - 일본 : 2007년 3월 23일 발매 / ISBN 978-4-8401-1826-2
  - 대한민국 : 2009년 1월 12일 발매 / ISBN 978-89-263-0005-3
- 캠퍼 4
  - 일본 : 2007년 6월 25일 발매 / ISBN 978-4-8401-1870-5
  - 대한민국 : 2009년 3월 13일 발매 / ISBN 978-89-263-0192-0
- 캠퍼 5
  - 일본 : 2007년 9월 25일 발매 / ISBN 978-4-8401-2042-5
  - 대한민국 : 2009년 7월 10일 발매 / ISBN 978-89-263-0379-5
- 캠퍼 6
  - 일본 : 2008년 1월 25일 발매 / ISBN 978-4-8401-2131-6
  - 대한민국 : 2009년 8월 11일 발매 / ISBN 978-89-263-0422-8
- 캠퍼 7
  - 일본 : 2008년 4월 25일 발매 / ISBN 978-4-8401-2308-2
  - 대한민국 : 2009년 10월 31일 발매 / ISBN 978-89-263-1015-1
- 캠퍼 8
  - 일본 : 2008년 7월 25일 발매 / ISBN 978-4-8401-2370-9
  - 대한민국 : 2009년 12월 11일 발매 / ISBN 978-89-263-1095-3
- 캠퍼 8 1/2 (번외 단편집)
  - 일본 : 2008년 10월 24일 발매 / ISBN 978-4-8401-2453-9
  - 대한민국 : 2010년 1월 12일 발매 / ISBN 978-89-263-1127-1
- 캠퍼 9
  - 일본 : 2009년 2월 25일 발매 / ISBN 978-4-8401-2668-7
  - 대한민국 : 2010년 2월 10일 발매 / ISBN 978-89-263-1143-1
- 캠퍼 9 1/2 (번외 단편집)
  - 일본 : 2009년 3월 25일 발매 / ISBN 978-4-8401-2725-7
  - 대한민국 : 2010년 4월 10일 발매 / ISBN 978-89-263-1225-4
- 캠퍼 10
  - 일본 : 2009년 7월 24일 발매 / ISBN 978-4-8401-2835-3
  - 대한민국 : 2010년 8월 10일 발매 / ISBN 978-89-263-1376-3
- 캠퍼 10 1/2 (번외 단편집)
  - 일본 : 2009년 9월 25일 발매 / ISBN 978-4-8401-3030-1
  - 대한민국 : 2010년 9월 10일 발매 / ISBN 978-89-263-1411-1
- 캠퍼 11
  - 일본 : 2009년 12월 25일 발매 / ISBN 978-4-8401-3134-6
  - 대한민국 : 2011년 1월 11일 발매 / ISBN 978-89-263-2145-4
- 캠퍼 12
  - 일본 : 2010년 3월 25일 발매 / ISBN 978-4-8401-3254-1
  - 대한민국 : 2011년 4월 10일 발매 / ISBN 978-89-263-2310-6

### 만화
원작인 동명 소설을 바탕으로 만화가인 타치바나 유의 그림으로 미디어 팩토리의 월간 코믹 얼라이브에 2008년 4월호부터 연재되기 시작하였으며, 그 해 10월 23일부터 단행본(아래 목록)이 출간되기 시작했다. 대한민국에서는 소설과 동일하게 서울문화사가 정식 수입하여 2010년 4월 10일부터 한국어로 번역 및 발간하고 있으며, 역자는 김은명이다. 2013년 7월 현재 일본 현지에서는 최종권인 10권이 발매되어 잠정 완결되었다.
- 캠퍼 1
  - 일본 : 2008년 10월 23일 발매 / ISBN 978-4-8401-2282-5
  - 대한민국 : 2010년 4월 10일 발매 / ISBN 978-89-263-0484-6
- 캠퍼 2
  - 일본 : 2009년 3월 23일 발매 / ISBN 978-4-8401-2548-2
  - 대한민국 : 2010년 7월 25일 발매 / ISBN 978-89-263-1287-2
- 캠퍼 3
  - 일본 : 2009년 9월 23일 발매 / ISBN 978-4-8401-2917-6
  - 대한민국 : 2010년 9월 25일 발매 / ISBN 978-89-263-1378-7
- 캠퍼 4
  - 일본 : 2010년 2월 23일 발매 / ISBN 978-4-8401-2985-5
  - 대한민국 : 2011년 3월 8일 발매 / ISBN 978-89-263-2227-7
- 캠퍼 5
  - 일본 : 2010년 12월 22일 발매 / ISBN 978-4-8401-3718-8
  - 대한민국 : 2011년 11월 21일 발매 / ISBN 978-89-263-2620-6
- 캠퍼 6
  - 일본 : 2011년 3월 23일 발매 / ISBN 978-4-8401-3774-4
- 캠퍼 7
  - 일본 : 2011년 10월 22일 발매 / ISBN 978-4-8401-4046-1
- 캠퍼 8
  - 일본 : 2012년 6월 23일 발매 / ISBN 978-4-8401-4481-0
- 캠퍼 9
  - 일본 : 2013년 1월 23일 발매 / ISBN 978-4-8401-4782-8
- 캠퍼 10
  - 일본 : 2013년 7월 23일 발매 / ISBN 978-4-8401-5084-2

### 기타
애니메이션 캠퍼에 관한 공식 팬북이 2010년 발매되었다.
- 캠퍼 애니메이션 공식 컴플리트 북
  - 일본 : 2010년 2월 25일 발매 / ISBN 978-4-8401-3175-9

## TV 애니메이션
노매드(NOMAD) 제작으로 2009년 10월부터 12월까지 도쿄 방송(TBS)을 비롯한 여러 방송국에서 방송되었다. 특이한 점으로는 TBS에서 제작하는 심야 애니메이션 가운데 냥코이!와 함께 최초로 16:9의 풀 HD급 사이즈의 화질로 방송하게 된 애니메이션이라는 것이 있다. 이제까지 TBS는 영상의 좌우를 편집해 지상 디지털방송까지 좌우로 검은색의 레터바를 씌운 4:3의 화질로 방영하였다.

### 스태프
- 감독 : 쿠로다 야스히로
- 시리즈 구성 : 후데야스 카즈야키
- 캐릭터 디자인 : 후지타 마리코
- 미술 감독 : 히로세 요시노리
- 색채 설계 : 우메자키 히로코
- 촬영 감독 : 요시다 유타카
- 음악 : 카토 타츠야
- 편집 : 타케미야 무츠미
- 음향 감독 : 에비나 야스노리
- 프로듀서 : 타나카 고, 쿠리타 고토, 코이케 카츠미, 타카에 유지
- 애니메이션 제작 : NOMAD
- 제작 협력 : 킹 레코드, 맛쿠레이, 미디어팩토리, Lantis, DAX 프로덕션, NOMAD
- 제작 : 내장 애니멀 컴퍼니, TBS

### 주제가
오프닝 테마 - 언리얼♡파라다이스(あんりある♡パラダイス)
작사・작곡 - 쿠리바야시 미나미
편곡 - 이이즈카 마사아키
노래 - 쿠리바야시 미나미
엔딩 테마 - 원웨이 서로사랑(ワンウェイ両想い)
작사 - 코다마 사오리
작곡 - 타시로 토모카즈
편곡 - 안도 타카히로
노래 - 세노 나츠루, 사쿠라 카에데(CV. 이노우에 마리나, 나카지마 메구미)

## 인터넷 라디오
'라디오 캠퍼 켄지와 메구미의 두근두근 내장 랜드'가 2009년 9월 4일부터 12월 25일까지 우츠미 켄지와 나카지마 메구미의 진행으로 인터넷 라디오 스테이션 '온센(音泉)'에서 매주 금요일마다 총 17회 방송되었다.

## 같이 보기
- TBS 계열 애니메이션